# Добро дошли кући
Добро дошли кући (енгл. Welcome Home) амерички је драмски трилер из 2018. године у режији Џорџа Ратлифа. Главне улоге глуме Арон Пол и Емили Ратајковски као пар који покушава да реши своје личне проблеме романтичним путовањем у Италију. Споредну улогу глуми Рикардо Скамарчо као Федерико.
Vertical Entertainment је објавио филм у САД 16. новембра 2018. године.

## Радња
Брајан и Каси су млади пар који покушава обновити своју везу на одмору у Италији. Међутим, ствари не иду баш планираним током. Њих двоје убзо постану жртве Фредерика, власника имања на којем су одсели.

## Улоге
| Глумац              | Улога         |
| ------------------- | ------------- |
| Арон Пол            | Брајан Палмер |
| Емили Ратајковски   | Каси Рајерсон |
| Рикардо Скамарчо    | Федерико      |
| Кејти Луиза Сондерс | Алесандра     |
| Алис Белагамба      | Изабела       |
| Франческо Аквароли  | Едуардо       |